# طول کوئن
طول کوئن (kuhn) مفهومی فیزیکی است که توسط ورنر کوئن معرفی شد که در آن یک زنجیرهٔ پلیمری به عنوان مجموعه‌ای از {\displaystyle N} قطعهٔ کوئن در نظر گرفته می‌شود که هر کدام طولی برابر طول کوئن، {\displaystyle b} دارند. هر قطعهٔ کوئن را می‌توان به صورتی تصور کرد که گویی به صورت آزاد اتصال به یکدیگر متصلند. هر قطعه در یک زنجیرهٔ آزاد اتصال می‌تواند به شکل کاملاً تصادفی مستقل از جهت‌گیری بقیهٔ قطعات، در هر جهت دلخواهی قرار گیرد، بدون این که هیچ نیرویی را در زنجیره تحت تاثیر قرار دهد.
بنابراین یک زنجیرهٔ واقعی که شامل {\displaystyle n} پیوند با زاویه پیوندی و طول پیوند ثابت است با زنجیرهٔ معادلی مشتمل بر {\displaystyle N} قطعهٔ کوئن متصل به هم که می‌توانند جهت‌گیری تصادفی و مستقل داشته باشند، جایگزین می‌شود. طول یک زنجیرهٔ کاملاً کشیده شده یا به عبارتی طول خم آن برابر {\displaystyle L=Nb} برای زنجیرهٔ مشتمل بر قطعات کوئن است. در ساده‌ترین بیان، چنین زنجیره‌ای مشابه یک ولگشت رفتار می‌کند که در آن هر گام در جهتی تصادفی و مستقل از جهت گام‌های قبلی برداشته می‌شود و یک زنجیرهٔ تصادفی تولید می‌شود. متوسط فاصلهٔ سر به سر برای مدلی که شرط ولگشت را برآورده می‌کند برابر {\displaystyle <R^{2}>=Nb^{2}} است. از آنجا که فضای پر شده توسط یک قطعه در یک زنجیرهٔ پلیمری نمی‌تواند توسط قطعهٔ دیگری اشغال شود، می‌توان از مدل ولگشت خودپرهیز نیز استفاده کرد. ایجاد مفهوم قطعهٔ کوئن از این جهت مفید است که امکان جایگزین کردن زنجیره‌های پیچیدهٔ پلیمری را با مدل‌های ساده‌ای مانند ولگشت یا ولگشت خودپرهیز فراهم می‌کند.

برای یک زنجیرهٔ جوربسپار (بسپار) (متشکل از واحدهای تکرارشوندهٔ یکسان) با طول پیوند {\displaystyle l} و زاویهٔ پیوندی θ با یک انرژی پتانسیل زاویه‌ای dihedral، متوسط فاصلهٔ سر به سر از رابطهٔ {\displaystyle <R^{2}>=nl^{2}{{1+cos(\theta )} \over {1-cos(\theta )}}{{1+<cos(\textstyle \phi \,\!)>} \over {1-<cos(\textstyle \phi \,\!)>}}} به دست می‌آید که در آن {\displaystyle <cos(\textstyle \phi \,\!)>}  برابر متوسط کوسینوس زاویه dihedral است. با برابر قرار دادن {\displaystyle <R^{2}>} و {\displaystyle L} برای زنجیرهٔ واقعی و زنجیرهٔ معادل سازی شده با قطعات کوئن، تعداد قطعات کوئن {\displaystyle N} و طول آن {\displaystyle b} به دست می‌آید. 

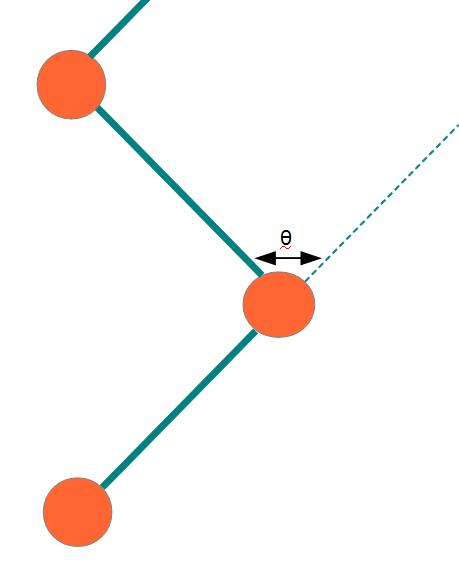
Bond angle

برای زنجیرهٔ کرمی‌شکل، طول کوئن
مساوی دو برابر طول پایسته است..